# Karl Broughton
Karl Broughton (* 26. Juni 1971) ist ein ehemaliger englischer Snookerspieler aus Humberside, der zwischen 1991 und 2001 für zehn Saisons Profispieler war. In dieser Zeit erreichte er das Viertelfinale der International Open 1996 und das Achtelfinale der Benson and Hedges Championship 1995 und der UK Championship 1996 sowie Rang 41 der Snookerweltrangliste.

## Karriere
1989 nahm Broughton mit mäßigem Erfolg an einem Event der WPBSA Pro Ticket Series teil. Als die Profitour zur Saison 1991/92 für alle Spiele geöffnet wurde, wurde Broughton unmittelbar danach Profispieler. Nach einer mäßigen ersten Saison mit nur einer Hauptrundenteilnahme bei den Asian Open gelang Broughton in der nächsten Saison der Durchbruch, als er mehrfach Hauptrunde erreichte und bei der Weltmeisterschaft erst in der finalen Qualifikationsrunde ausschied. Dadurch platzierte er sich auf Rang 83 der Weltrangliste.
Mit vereinzelten weiteren Hauptrundenteilnahmen binnen der nächsten zwei Saisons konnte Broughton dieses Niveau auf der Weltrangliste in etwa halten, sich eigentlich sogar leicht verbessern. In den folgenden zwei Spielzeiten war Broughton Dauergast in den Hauptrunde, er erzielte dabei auch die oben genannten besten Ergebnisse seiner Karriere. Diese Erfolge sicherten ihm den Aufstieg auf Platz 41 der Weltrangliste. Danach wurden aber die Hauptrundenteilnahmen sukzessive immer weniger. Mittlerweile auf Platz 119 der Weltrangliste abgerutscht, verlor er Mitte 2001 seinen Profistatus. Danach spielte er noch drei Saisons auf der Challenge Tour, verpasste aber eine Wiederqualifikation für die Profitour.